# لويس أوفال
لويس أوفال (بالإسبانية: Luis Ovalle) (و. 1988  م) هو لاعب كرة قدم، من بنما، ولد في مدينة بنما، يلعب كمُدَافِع.

## روابط خارجية
- لويس أوفال على موقع الاتحاد الدولي (مؤرشف)  (الإنجليزية)
- لويس أوفال على موقع قاعدة بيانات كرة القدم.إي يو (الإنجليزية)
- لويس أوفال على موقع ناشيونال فوتبول تيمز (الإنجليزية)
- لويس أوفال على موقع Soccerway.com (الإنجليزية)
- لويس أوفال على موقع AS.com (الإسبانية)